# Elas Estão no Controle
"Elas Estão no Controle" é uma canção do cantor e compositor brasileiro Xande de Pilares, lançada em 6 de outubro de 2014 para Descarga digital, como primeiro single de seu álbum de estreia em carreira solo Perseverança.

## Antecedentes
A canção foi o primeiro single oficial de Xande após a sua partida do Grupo Revelação, do qual ele foi vocalista por 23 anos.

## Faixas e formatos
| Descarga digital |                          |                                           |         |  |
| N.º              | Título                   | Compositor(es)                            | Duração |  |
| 1.               | "Elas Estão no Controle" | Rhuan Andre, Lucas Oliveira, André Renato | 3:34    |  |

## Desempenho nas paradas
| Paradas (2014)                     | Melhor posição |
| ---------------------------------- | -------------- |
| Brasil (Billboard Hot 100 Airplay) | 30             |